# Onno Sickinghe
Onno I Sickinghe (Groningen, 24 februari 1688 - Groningen, 25 augustus 1756) was een Nederlands politicus en burgemeester van Groningen. Hij maakte snel carrière binnen de lokale en nationale politiek. Zo vervulde Sickinghe functies voor het Goorecht, de provinciale rekenkamer, de Admiraliteit van Friesland te Harlingen, de Staten Generaal, de Raad van State, het Oldambt, de gedeputeerde staten van Stad en Lande en de Generaliteitsrekenkamer.
Hij was de vader van Feijo Sickinghe (1718-1748), majoor der cavalerie en commandant van de vesting Langakkerschans en mr. Eilko Eger Tamminga Sickinghe (1726-1807), politicus en burgemeester van de stad Groningen. Van Feijo's tak stammen alle (anno 21e eeuw) nog levende telgen en generaties van het geslacht Sickinghe.  

## Leven
Sickinghe, telg uit het oud adellijke geslacht Sickinghe was een zoon van Feio Sickinghe (1654-1696), luitenant-kolonel der infanterie en premier collator te Usquert en Elisabeth Tamminga (ca.1655-1694), telg uit het adellijke geslacht Tamminga. Feio schreef over de geboorte van Onno, op het schutblad van een bijbel die inmiddels in handen is van de hervormde gemeente Aduard, het volgende:
Den 23 feb. 1688 's naedemiddaegs ongeveer vyv uyr is mijn vrouw verlost van een jonge soon, deselve is den 24 dito tot Groningen in Mart. kerke gedoopt Onno. Die Heer wil hem regieren door synen giest en geven hem syne Zegen en Genade.
Grootvader van Onno was de jonker en hoofdeling Feio Sickinghe (1610-166) tot Warffumborg. Onno was de jongere halfbroer van Evert-Joost Lewe (1677-1753). 
Hij stond vanaf 11 augustus 1706 ingeschreven bij de Rijksuniversiteit Groningen in het Album Studiosorum. Hier studeerde hij rechten.
Op 17 juni 1713 trouwde Sickinghe met Johanna Willemina Tamminga (1687-ca.1729), dochter van Burgemeester Eijlko Tamminga en Allegonda Eeck, dochter van burgemeester Sicco. Samen kregen zij een dochter en twee zoons te weten Feijo Sickinghe (1718-1748), majoor der cavalerie en commandant van de vesting Langakkerschans en Eilko Eger Tamminga Sickinghe (1726-1807), burgemeester van Groningen. 
Onno Sickinghe was de grootvader van jhr. mr. Pieter Rembt Sickinghe (1743-1821), baljuw van Hunsingo en president van de Ridderschap der Provincie Groningen en de overgrootvader van jhr. mr. Onno Joost Sickinghe (1782-1845), rechter te Winschoten en ontvanger te Bedum. 

## Werk
Na zijn studie begon Sickinghe op 28 april 1717 als rentmeester der venen van de stad Groningen. Op 11 februari 1718 wordt hij genoemd als ambtman van het Goorecht. Op 24 mei 1721 begon zijn carriere als raadsheer bij het gerechtshof van het gewest Groningen en als zodanig komt hij voor tussen 1722 en 1753. 
Onno was de laatste Sickinghe die in de Ommelander politiek een rol speelde. Hij was voor de Ommelanden lid van de provinciale rekenkamer in 1721 en voor Feerweerd compareerde hij tussen 1711 en 1717 op de landdag. 
Daarna trok hij weer richting de stad. Een langdurig conflict tussen de Stad en de familie Sickinghe had hen bijna 200 jaar van het ambt van burgemeester geweerd. De revolutie van 1747-1749 en het huwelijk tussen Petronella van Iddekinge en zijn zoon Feyo waren mede verantwoordelijk voor het herstel van de oude band met de Stad. In 1713 verwierf hij dan ook het groot burgerrecht en in 1716/1717 het klein burgerrecht. 
In 1723, 1726 en 1729 was Sickinghe ordinaris van de raad der Admiraliteit van Friesland te Harlingen en in 1733 was hij lid van de Raad van State. De heer Tamminga introduceerde hem op 16 maart 1733 als gedeputeerde ter Staten-Generaal namens Stad en Lande. 
Sickinghe was Drost der beide Oldambten tussen 1736 en 1749. In 1742 en 1755 was hij lid van de Gedeputeerde Staten van Stad en Lande en in 1752 van de Generaliteitsrekenkamer.
Hij werd uiteindelijk burgemeester van Groningen in 1754 en bleef dit tot 1756. 
Sickinghe overleed in 1756 op 68-jarige leeftijd en werd begraven in de Martinikerk van Groningen.